# 学校法人大阪YMCA
学校法人大阪YMCA（がっこうほうじんおおさかわいえむしーえー（英語：The Osaka YMCA）は、大阪府大阪市西区に本部を構える学校法人である。全10学科からなる大阪YMCA国際専門学校をはじめ、日本のYMCAで唯一の高等学校を備え、120年近くの歴史を有する。正式名称は学校法人大阪キリスト教青年会である。

## 運営する学校
- 大阪YMCA国際専門学校
  - 外国語専門課程
    - 英米語学科
    - 英米語専攻科
    - 日本語学科

  - ビジネス専門課程
    - 国際ホテル学科
    - 国際ビジネス学科

  - 国際高等課程
    - 国際学科（インターナショナルハイスクール）
    - 表現・コミュニケーション学科

  - 教育社会福祉専門課程
    - スポーツ＆ウエルフェア学科
    - 社会体育専攻科
- YMCA総合教育センター
- 大阪YMCAランゲージセンター
- YMCA学院高等学校
- 大阪YMCAインターナショナルスクール
- 大阪YMCA学院
  - 予備校本科
  - 総合日本語学科
  - 実用日本語学科
- 専修学校大阪YMCA予備校
  - 文化教養一般課程
    - 予備校本科

## 沿革
- 1893年　大阪青年会夜学校（大阪青年会英語学校の前身）開校
- 1903年　大阪青年会英語学校　私立学校令による大阪府認可
- 1910年　大阪高等予備校　開校
- 1911年　大阪高等予備校を理科学院高等科予備へ名称変更
- 1912年　理科学院高等科予備　大阪府認可
- 1913年　関西商工校入学準備科、商学部（大阪基督教青年会商業学校の前身）開校
- 1920年　大阪基督教青年会商業学校　（乙種3年制実業学校で認可）
- 1922年　中外商業学校　開校　（文部省認可　甲種5年制実業学校）（1925年に安田保善社へ、1951年に尼崎市、同年10月に兵庫県に委譲され兵庫県立尼崎北高校となる。）
- 1936年　理科学院、大阪青年会予備校へ名称変更
- 1950年　大阪基督教青年会アベノ橋英語学院　開校
- 1954年　準学校法人大阪キリスト教青年会　認可
- 1966年　アベノYMCA学院　認可
- 1980年　大阪青年会英語学校より、大阪YMCA語学専門学校へ（現：大阪YMCA国際専門学校）専修学校認可
- 1984年　大阪YMCA語学専門学校に社会体育科を開設し、大阪YMCA語学体育専門学校へ名称変更
- 1985年　大阪市北区堂島で大阪YMCA国際専門学校日本語学科（全日制１年コース/4月入学）開設
- 1988年　大阪YMCA語学体育専門学校から大阪YMCA国際専門学校へ名称変更、大阪YMCA国際専門学校に国際高等課程　国際学科（インターナショナルハイスクール）開設
- 1989年　大阪YMCA国際専門学校日本語学科を堂島校から西区土佐堀へ移転、大阪YMCA国際専門学校日本語学科、日振協より認可
- 1990年　アベノYMCA学院に全日制日本語学科開設
- 1993年　大阪YMCA国際専門学校を財団法人から準学校法人へ設置者変更
- 1997年　大阪YMCA予備校、アベノYMCA学院　専修学校認可
- 2001年　国際専門学校に教育社会専門課程設置
- 2002年　YMCA学院高等学校開校、準学校法人 大阪キリスト教青年会 を学校法人へと組織変更、アベノYMCA学院を専修学校大阪YMCA学院へ名称変更し、校地校舎移転
- 2005年　大阪YMCA国際専門学校国際高等課程に表現・コミュニケーション学科開設
- 2010年　大阪YMCA国際専門学校国際高等課程 表現・コミュニケーション学科にマイスペクラス開設